# Helicopsyche poutini
Helicopsyche poutini là một loài Trichoptera trong họ Helicopsychidae. Chúng phân bố ở miền Australasia.